# Georg Friedrich Grotefend
Georg Friedrich Grotefend (9. června 1775 Münden – 15. prosince 1853 Hannover) byl německý učitel, lingvista a epigrafik, který rozluštil první znaky starověkého klínového písma. Zabýval se i latinskou a německou gramatikou a italickými jazyky.

## Život

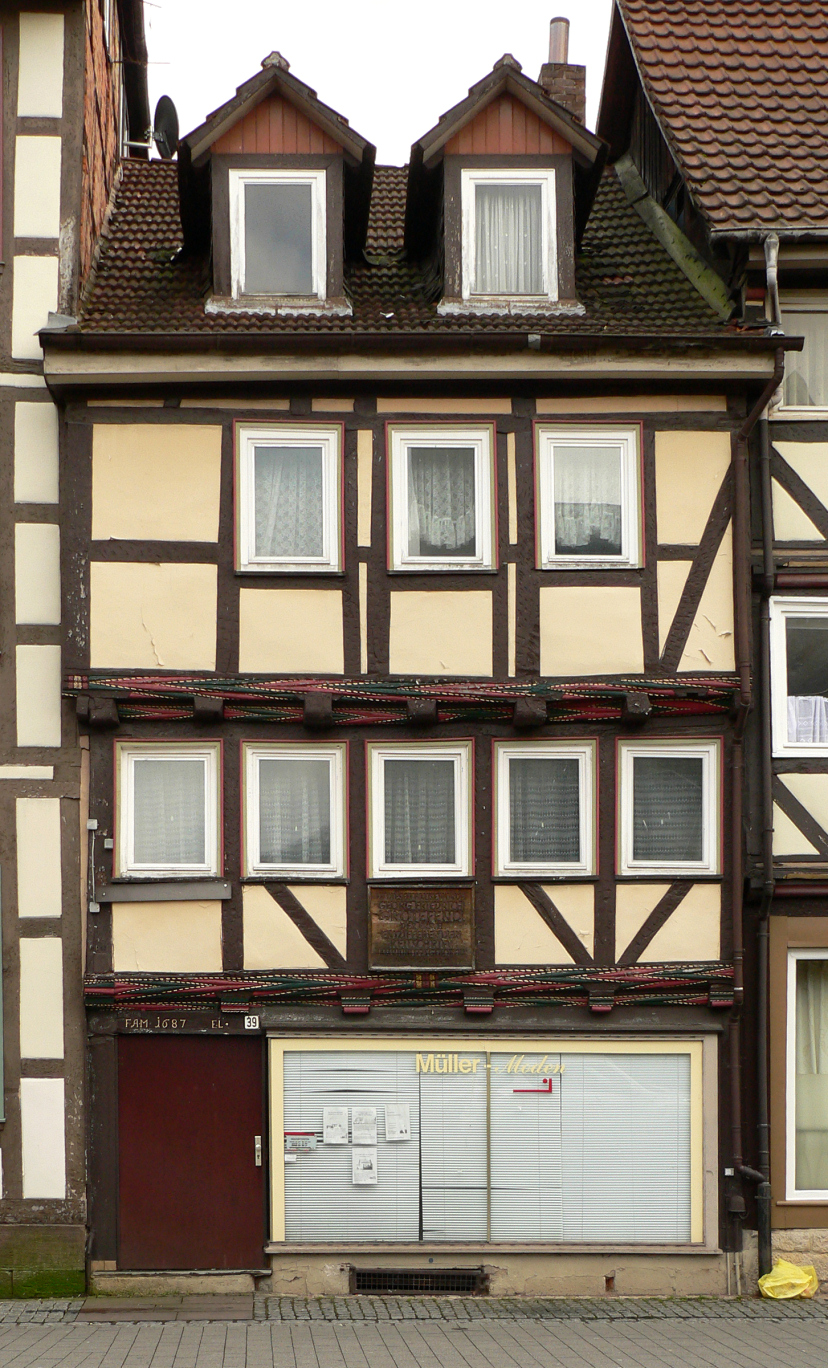
Grotefendův rodný dům v Mündenu

Pocházel z početné rodiny mündenského ševce Johanna Christiana Grotefenda. Navštěvoval latinskou školu v Mündenu a v 18 letech přešel na učitelský ústav do Ilfeldu. V letech 1795–1799 studoval teologii a filologii na univerzitě v Götingenu. Stal se zaměstnancem školské správy s pověřením zmodernizovat výuku jazyků. Inspirován knihou Gottfrieda Leibnize O umění kombinatoriky sepsal v roce 1799 latinsky pojednání, ve kterém se zabýval myšlenkou vytvoření univerzálního světového jazyka. 
V roce 1802 uzavřel sázku se svým přítelem Karlem Fiorillem, tajemníkem göttingenské knihovny, že rozluští nápisy psané klínovým písmem. Použil k tomu kopie nápisů z města Persepole, které pořídil na svých cestách po Persii a Mezopotámii Carsten Nieburh a otiskl je ve svých cestopisech. Grotefend během několika měsíců rozluštil pět ze sedmi znaků ve jménu krále Dareia. Pokračoval dál v identifikaci jmen králů v nápisech, ale protože nerozuměl samotnému staroperskému jazyku, jeho identifikace fonetické hodnoty jednotlivých písmen byla mnohdy chybná. Grotefend správně identifikoval fonetickou hodnotu pouhých osmi písmen mezi třiceti znaky, které porovnal. Své výsledky prezentoval Göttingenské společnosti věd, ale jinak tento objev však zůstal téměř bez povšimnutí. Tato induktivní metoda nedokázala přesvědčit akademiky a oficiální uznání jeho práce bylo téměř na generaci odepřeno. Grotefend vedl spor o autorství svého objevu s Friedrichem Münterem z Kodaně, který dospěl k podobným závěrům a v roce 1802 je popsal v knize Pokus o klínové nápisy. Celý systém staroperského písma byl odhalen až v roce 1847, kdy bylo přečteno dalších 26 znaků. 
Georg Grotefend získal v roce 1803 místo učitele klasických jazyků na gymnáziu ve Frankfurtu nad Mohanem, v letech 1806–1821 tam působil jako prorektor. V roce 1806 se oženil s dcerou bohatého kupce Christel Bornemannovou, se kterou měl pět synů a dvě dcery. V roce 1817 založil Frankfurtský spolek učenců německé řeči, vydával učebnice gramatiky, sbíral lidové pohádky a pověsti. V roce 1821 se stal ředitelem gymnázia v Hannoveru.
Teprve dvacet let po rozluštění prvních klínopisných znaků byl Grotefend přijat za řádného člena Královské společnosti věd v Göttingenu. Nikoliv za svůj objev, ale za zásluhy o zvelebení německého jazyka a podíl na vydání spisů Martina Luthera. V roce 1847 byl Grotefend přijat za člena korespondenta Pruské akademie věd.
V roce 1849 Grotefend odešel do penze. Byl jmenován čestným občanem města Hannoveru. Zemřel 15. prosince 1853 a je pohřben na zahradním hřbitově (Marienstraße) v Hannoveru. 

## Dílo (výběr)

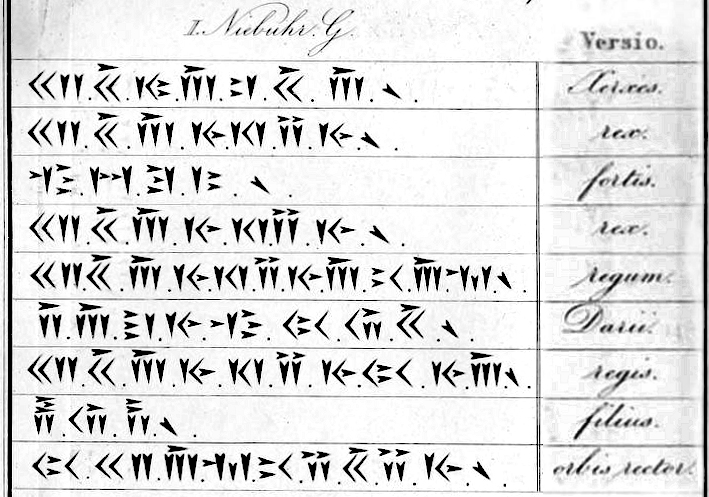
Grotefendův přepis klínového písma (1815)

- K vysvětlení klínového písma a zvláště nápisů Persepolis. In: Představy o politice, dopravě a obchodu nejušlechtilejších národů starého světa. První díl. Druhá divize. Z AHL Heeren. Druhé, rozšířené vydání Göttingen 1805, s. 931-958.[4]
- Počátky německé prozodie. Jako příloha k počátkům výuky německého jazyka a pravopisu, kterou navrhl Dr. GM Roth. Heyer, Giessen 1815.
- Latinská gramatika . 2 svazky (Frankfurt nad Mohanem 1823–1824)
- Nové příspěvky k výkladu persepolského klínového písma . (Hanover 1837) ( digitální kopie )[5]
- Rudimenta linguae umbricae . 8 čísel (Hannover 1835-1838)
- Rudimentae linguae oscae . (Hannover 1839)
- O geografii a dějinách starověké Itálie . 5 čísel (Hannover 1840-1842)
- První zpráva G. Fr. Grotefenda o jeho rozluštění klínového písma. Přetištěno W. Meyerem . In: Zprávy z Královské společnosti věd a Univerzity Georga Augusta v Göttingenu 1893, s. 573-616 .[6]